# 德拉戈斯拉夫·马尔科维奇
德拉戈斯拉夫·马尔科维奇（1920年6月28日—2005年4月20日），塞尔维亚族，是南斯拉夫的党和国家领导人，南斯拉夫共产主义者联盟中央委员会主席团主席，南斯拉夫社会主义联邦共和国主席团委员。

## 生平
1920年，出生于塞尔维亚的贝尔格莱德市索波特波波维奇村的教师家庭。
1938年，入团。
1939年，入党。
1941年，参加南斯拉夫人民解放战争。
1942年，复任科斯马伊县委书记。
1943年，任南共贝尔格莱德姆拉德诺瓦茨州委员会书记。
1945年，塞共一大，为中央委员。
1946年，任塞共中央委员会党校校长。
1947年，任塞尔维亚建筑部长。
1948年，任矿业部长。
1950年，任南共贝尔格莱德地区委员会书记兼贝尔格莱德地区人民委员会主席。
1952年，任贝尔格莱德电台台长。
1954年，任塞尔维亚执行委员会委员兼文化委员会主席。
1956年，任塞共中央政治思想委员会主席。
1958年，任塞尔维亚执行委员会委员兼教育部长。
1959年，塞共四大，为塞共中央执行委员会委员。
1963年，任南斯拉夫驻保加利亚人民共和国大使。
1967年，任塞尔维亚宪法委员会主席。
1969年，任塞尔维亚联邦议会主席。
1971年，任南斯拉夫主席团委员。
1974年，任塞尔维亚主席团主席。
1978年，任南斯拉夫联邦议会主席兼联邦宪法委员会主席。6月，南共十一大，为南共中央委员。
1982年，南共十二大，为南共中央委员会主席团委员。
1983年，任南共中央委员会主席团主席兼任南斯拉夫联邦主席团委员、联邦主席团国防委员会委员。
1984年，任南共联盟中央委员会主席团委员。
1986年，南共十三大，退居二线，任南斯拉夫联邦会议（元老院）成员。此后，
2005年，病逝。